# احمد نوروزی
احمد نوروزی (زادهٔ ۱۳۳۶ در فریمان)، فارغ‌التحصیل رشته مهندسی الکترونیک دانشگاه خواجه نصیر طوسی، وی از سال ۱۳۵۸ فعالیت حرفه ای خود را آغاز کرده و در سمت‌های بخشدارفریمان، فرماندار بجنورد، معاون استاندار سیستان و بلوچستان، شهردار مشهد و عضو شورای اسلامی شهر مشهد (و دیگر سوابق اجرایی) خدمت کرده‌است.

## سوابق تحصیلی
احمد نوروزی تحصیلات ابتدایی خود را در دبستان خسروانی فریمان، دوره متوسطه در دبیرستان دکتر صدیق اعلم فریمان و در ادامه کاردانی برق را در مؤسسه عالی تکنیکم نفیسی تهران گذرانده‌است، و تحصیلات عالیه در مقطع کارشناسی را در دانشگاه خواجه نصیر طوسی به تحصیل در رشته مهندسی الکترونیک پرداخته‌است.

## فعالیت‌ها
نوروزی مدیری خلاق و مبتکر، اهل خرد جمعی و آشنا به تکنولوژی‌های روز دنیاست. او را می‌توان شخصیتی فراجناحی دانست زیرا در دوره‌های فعالیت خود نشان داده که هیج وقت گرایشات سیاسی مانع از بکارگیری نیروهای توانمند با گرایش‌های سیاسی مختلف نشده‌است. او با بهره‌گیری از تجربه پیشکسوتان و بررسی شهرهای موفق دنیا دست به تحولات بسیاری در شهرداری مشهد زد. نوروزی در سال ۱۳۶۷ به مدت ۵ سال فرماندار شهر بجنورد واقع در خراسان بزرگ بوده و پایه‌گذار تحول و توسعه این شهر در ۳۰ سال اخیر است. او در شکل‌گیری کارخانه سیمان بجنورد، شرکت پتروشیمی خراسان، شرکت آلومینای ایران واقع در جاجرم، فرودگاه بجنورد و تأسیس دو بیمارستان و ده‌ها پروژه کوچک دیگر در این شهر نقش اساسی داشته‌است. نوروزی شهردار اولین دوره شورای شهر مشهد بوده‌است در دوره فعالیت وی به عنوان شهردار مشهد، این شهر شاهد افزایش سطح پارک‌های شهر به میزان ۸۰٪ سطح معابر آسفالته شهر به میزان ۳۰٪افزایش ناوگان حمل و نقل عمومی به میزان ۱۰۰٪ و سایر فعالیت‌ها بود.

## انتخابات اردیبهشت ماه ۱۳۹۶
او در دوازدهمین دوره انتخابات ریاست جمهوری و پنجمین دوره انتخابات شورای اسلامی شهر و روستا در اردیبهشت ماه ۱۳۹۶ با آرا مردمی ۲۴۵ هزار و ۴۸۳ رای عضور شورای اسلامی شهر مشهد و سپس به عنوان رئیس کمیته اقتصادی سرمایه‌گذاری و مشارکت‌ها به فعالیت خود ادامه داد، و در عین حال نقش تعیین‌کننده در چندین کمیسیون دیگر داشت.